# Ticho (singel)
Ticho – pierwszy singel Ewy Farnej z czeskiego albumu Ticho.

## Pozycje na listach przebojów
| Lista            | Najwyższa pozycja |
| ---------------- | ----------------- |
| Czeskie Top 50   | 3                 |
| Radio Top 100    | 15                |
| Słowackie Top 50 | 13                |
| Radio Top 100    | 35                |